# Sonic the Hedgehog CD
Sonic the Hedgehog CD (ソニック・ザ・ヘッジホッグCD?, Sonikku za hejjihoggu CD, in Giappone), anche noto come Sonic CD, è un videogioco della serie di Sonic the Hedgehog, sviluppato dal Sonic Team e pubblicato da Sega il 23 settembre 1993 in Giappone per la console Sega Mega CD. È stato ripubblicato per i PC Windows nel 1996.
Una particolare differenza tra le varie versioni è la presenza di una diversa colonna sonora a seconda della regione di pubblicazione, quella giapponese/europea e quella statunitense.
È il terzo videogioco della serie per data di uscita e terzo capitolo principale della saga, che introduce per la prima volta nella serie i personaggi principali Amy Rose e Metal Sonic. Cronologicamente, secondo Sonic Origins, il gioco si interpone tra gli eventi di Sonic the Hedgehog e Sonic the Hedgehog 2.
Nel 2011 ha avuto un remake fatto dalla stessa SEGA, usando non una conversione del gioco originale fatto con il Backbone Engine della Backbone Entertainment, ma un motore grafico completamente riscritto da zero che ha permesso di aggiungere nuove funzionalità al gioco stesso, mantenendo comunque fedeltà al gioco originale. Il nuovo motore, chiamato Retro Engine, è stato sviluppato da The Taxman.

## Trama
Un mese l'anno, uno strano piccolo pianeta meccanico compare sulla superficie del Never Lake (Lago del Mai): un posto mirabolante, dove, grazie al potere delle misteriose gemme note come le Time Stones (Pietre del Tempo) interi scenari e il tempo stesso possono cambiare in un batter d'occhio. Ovviamente, tale potere attira il malvagio Dottor Robotnik che sfrutta il pianeta come arma per distruggere Sonic. Con lui c'è anche una giovanissima riccio rosa molto dolce e ingenua di nome Amy Rose e al suo arrivo, Sonic scopre che il pianeta è incatenato a una montagna ed è coperto interamente di metallo e poco prima Metal Sonic, un robot malvagio con le sue sembianze rapisce Amy. Naturalmente, Sonic, volendo vedere il pianeta in tutta la sua natura e salvare Amy, cerca di rimettere le cose a posto e sconfiggere Robotnik grazie allo stesso potere delle Time Stones e dei viaggi nel tempo da esse causati. In ogni caso per liberare Amy Rose e il pianeta, Sonic deve sottoporsi a svariate prove, raccogliendo anche le Pietre del Tempo (con il potere di alterare il flusso temporale dei livelli di gioco), affrontando a più riprese Robotnik e Metal Sonic, arrivando alla fine a una gara con quest'ultimo, facendo avverare uno dei due finali:
- Finale "buono": Sonic raccoglie tutti le Pietre del Tempo, libera Amy, manda in frantumi il dominio di Robotnik liberando il pianeta dalle costruzioni in metallo e dalla catena che lo bloccava, col pianeta stesso che sprigiona una miriade di stelle che prendono la forma del viso di Sonic, per poi scomparire in una nuvola a forma di punto interrogativo. Dopo i titoli di coda, infine, si intravede una breve inquadratura sulle stelle che cadono sulla terra facendo crescere dei fiori e comparirà la scritta "You're too cool!" (in italiano "Sei troppo grande!").
- Finale "cattivo": come il precedente, con la differenza che Sonic non ha raccolto tutti le pietre, facendo sì che innanzitutto Robotnik scappi via con un cristallo del tempo (salvo poi essere abbattuto da Sonic con una pietra, facendolo esplodere in una nuvola di fumo con la forma del viso del dottore) e che poi il dominio di Robotnik sul pianeta venga ripristinato poco dopo alterando il tempo. In questo caso l'inquadratura finale è rivolta sul nuovo dominio dello scienziato accompagnata dalla sua risata malefica (esclusa nella versione statunitense) e dalla scritta "Try again!" ("Prova ancora!")

## Modalità di gioco
Il gameplay è molto simile a quello del primo Sonic uscito nel 1991 per il Sega Mega Drive, anche se sono presenti lo Spin Dash (l'avvolgimento su sé stesso di Sonic che arriva così a velocità elevatissime, tali da rompere le rocce circostanti in alcuni casi) e il Super Peel Out, che permette al riccio di arrivare a velocità elevate partendo da fermo in pochissimo tempo.
Il gioco si articola in sette zone, ciascuna delle quali divisa in tre atti.
Le zone che compaiono nel gioco sono, in successione, Palmtree Panic, Collision Chaos, Tidal Tempest, Quartz Quadrant, Wacky Workbench, Stardust Speedway e Metallic Madness. Ciascuna di esse ha un'ambientazione differente corrispondente a un tema specifico: un'isola tropicale, un flipper gigante, delle rovine subacquee antiche, delle miniere, un'ambientazione industriale (comune alla terzultima e all'ultima zona) e una città moderna.
L'innovazione principale rispetto agli episodi precedenti (Sonic the Hedgehog 1 e 2, in ordine di uscita) è stata la possibilità di avere 4 linee temporali differenti per ogni livello: Passato, Presente, Futuro Buono e Futuro Cattivo (nel gioco "Present", "Past", "Good Future" e "Bad Future"). Per usare questa funzione, bisogna attraversare uno dei tanti cartelli con scritto il periodo (per esempio, "Past") per andare al periodo scelto, a patto di andare a velocità elevate per alcuni secondi senza interrompere la corsa. Dato che i cartelli sono relativi al periodo scelto, se si è nel passato non si troveranno cartelli con scritto "Past", lo stesso vale se si è nel futuro: inoltre, se si è nel passato e si sceglie di andare nel futuro, si tornerà nel presente e lo stesso effetto si avrà se si è nel futuro e si sceglie il passato come tempo di arrivo. Ogni zona ha tre atti, e il terzo inizia nel futuro.
Questa caratteristica porta con sé altri sviluppi nel gameplay:
- ogni zona, a seconda del tempo scelto (Passato, Presente o Futuro), non solo cambia la colonna sonora ma anche il numero e la pericolosità dello stesso, come anche il paesaggio del livello: un livello giocato nel passato avrà un numero di pericoli minore dello stesso livello giocato, ma in uno stile diverso, e a volte anche lo scenario cambia completamente, mentre nel futuro "cattivo", avrà un'ambientazione molto più industriale (cioè con costruzioni e impianti che rovinano il paesaggio, con annesso inquinamento dopo la conquista di Little Planet da Robotnik) del primo, e nel futuro "buono", scompaiono quasi completamente i nemici, il numero di ostacoli è minore, le ambientanzioni sono più sgargianti e presentano impianti e tecnologia benefica che coesistono con la natura;
- nei livelli giocati col tempo passato, si ha la possibilità di decidere se il futuro che deriverà dalle azioni del giocatore sia buono o cattivo semplicemente distruggendo una macchina per la costruzione dei Badnik (ossia i robot): se essa verrà distrutta, il futuro sarà buono, altrimenti no;
- il viaggio temporale può decretare il finale: a seconda se ogni futuro di ogni singola zona sia stato buono si avrà il finale con la sconfitta definitiva di Robotnik, mentre se anche solo una delle zone non ha il futuro buono(se non si raccolgono le gemme del tempo nel gameplay), si avrà il finale cattivo.

Inoltre, rispetto a Sonic the Hedgehog e Sonic the Hedgehog 2, sono necessari meno colpi per abbattere Robotnik alla fine di ogni zona, ma è più difficile riuscire a colpirlo (si passa dai 6 od 8 colpi di Sonic 1 e 2 a massimo 5 colpi in Sonic CD); ancora, le pietre del tempo si possono acquisire arrivando alla fine di ogni zona con almeno 50 anelli, saltando poi nel anello d'oro posto dopo il segnale di fine zona, arrivando così allo Special Stage (Livello speciale) dove è possibile conquistare la pietra: bisogna saltare nello stage verso degli Ufo per distruggerli e conquistare le pietre prima che scada il timer di circa 100 secondi. Se si cade nell'acqua del livello il timer diminuisce e se finisce del tutto si chiude automaticamente lo stage e si possono anche subire danni. Quando manca poco allo scadimento del tempo apparirà un Ufo con del tempo di riserva , più precisamente quando il timer è sui 19 secondi . Dopo aver collezionate tutte le pietre e dopo aver sconfitto l'ultima creazione di Robotnik, si avrà accesso al finale buono anche se non si è stabilito un futuro buono in ogni zona. Per completezza d'informazione, è necessario ricordare che è possibile anche il viceversa: si può avere il finale buono anche procurando a ogni atto un buon futuro, anche senza avere tutte le pietre del tempo. 

### Zone
Il gioco è diviso in sette zone, ognuna delle quali è divisa in tre atti: alla fine del terzo atto si affronta il Dr. Robotnik. 
- Palmtree Panic: tratta lo stesso tema di Green Hill Zone ed Emerald Hill Zone dei precedenti titoli della serie: un prato verde pieno di palme, spuntoni conficcati nel terreno e altri ostacoli. Nel terzo atto l'aspetto cambia radicalmente, presentando tutta la zona urbanizzata e piena di meccanismi aggressivi.

- Collision Chaos: un flipper pieno di paraurti, molle, spuntoni metallici conficcati nel terreno e bolle che possono rompersi saltandoci addosso. In questo livello viene rapita Amy.

- Tidal Tempest: presenta una vecchia costruzione per metà allagata, infatti la zona presenta due passaggi: il primo in superficie, dove non sono presenti numerosi ostacoli, e il secondo sott'acqua, dove il giocatore potrà restare per un certo lasso di tempo, e poi annegherà, se non raccoglie una bolla d'ossigeno tra quelle sparse lungo il livello.

- Quartz Quadrant: delle vecchie miniere, con nastri trasportatori, spuntoni metallici e altre trappole posizionate da Robotnik.

- Wacky Workbench: presenta una vecchia fabbrica con piattaforme volanti, numerose trappole e nastri speciali che fanno saltare a notevoli altezze.

- Stardust Speedway: una città conquistata da Robotnik, che ora presenta molti tunnel labirintici in cui è molto facile perdersi. Per risalire dei tunnel, alla fine di essi è spesso presente una molla. Alla fine del terzo atto, il dottore distrugge erroneamente Metal Sonic con un raggio laser che invece doveva disintegrare Sonic durante uno scontro di gara tra questi ultimi . Così Amy viene liberata e il giocatore si prepara alla zona finale.

- Metallic Madness: è la zona finale. Presenta una vecchia fabbrica con numerose trappole, come delle piattaforme appuntite che scivolano per arrivare al pavimento, delle seghe dorate che scendono a terra, delle bombe giganti che esplodono al passaggio di Sonic, dei tubi di metallo che possono schiacciare il giocatore, delle lucciole robotiche e molto altro. In più, nell'atto due è presente un raggio che rimpicciolisce a vista d'occhio Sonic, rendendolo quindi immune a quasi tutte le trappole. Il personaggio ritorna di statura normale quando toccherà un altro raggio. Il terzo atto presenta anche il confronto finale con il malefico dottore, in cui comanderà una cabina dotata di quattro pale che gli consentiranno di camminare sul soffitto. Le pale potranno anche essere usate come dei missili. Una volta sconfitto Robotnik, apparirà Amy che abbraccerà Sonic, che poi il riccio porterà in salvo fuori dalla fabbrica che nel frattempo si sgretolerà. Poi inizierà l'animazione finale.

## Accoglienza
| Testata                           | Versione | Giudizio |
| --------------------------------- | -------- | -------- |
| Metacritic (media al 11-05-2020)  | PS3      | 80/100   |
| Metacritic (media al 11-05-2020)  | X360     | 82/100   |
| Metacritic (media al 11-05-2020)  | iOS      | 93/100   |
| GameRankings (media al 9-12-2019) | MCD      | 100.00%  |
| GameRankings (media al 9-12-2019) | PC       | 50.00%   |
| GameRankings (media al 9-12-2019) | PS3      | 78.30%   |
| GameRankings (media al 9-12-2019) | X360     | 83.74%   |
| GameRankings (media al 9-12-2019) | iOS      | 88.57%   |
| Play Generation                   | PS3      | 80/100   |

Le recensioni furono generalmente positive per il titolo SEGA, con un grande consenso nel giudicare il gioco come il miglior titolo per il Sega Mega CD e lodato da più parti per la sua innovativa concezione del gameplay basata sui viaggi nel tempo. Tuttavia, il gioco fallì nell'avere lo stesso successo di vendite dei giochi precedenti della serie, fallimento dovuto non al gioco ma alla scarsa diffusione del Mega CD. Il titolo fu premiato da Electronic Gaming Monthly come "Miglior gioco per SEGA CD del 1993".
La rivista Play Generation diede alla versione per PlayStation 3 un punteggio di 80/100, trovandolo "Un grande classico del MegaCD, arricchito da alcune migliorie e ancora divertente a distanza di anni dall'uscita". La stessa testata considerò la demo come una delle migliori presenti su PlayStation Network nel febbraio 2012.
La rivista Rolling Stone lo vide come un titolo che nell'approccio ludico riusciva ad alternare con successo fasi 2D e 3D, dotato di un comparto audiovisivo spettacolare e la giocabilità non faceva rimpiangere i migliori capitoli usciti in precedenza su Mega Drive, trovando veramente un peccato che solo poche persone abbiano avuto la possibilità di giocarci nel periodo dell'uscita.
Lynzee Loveridge di Anime News Network elogiò il filmato d'apertura prodotto da Toei Animation, definendolo "bello" e pieno di dettagli interessanti come l'arcobaleno o Sonic che attraversa l'acqua.

## Versioni alternative e conversioni

### Windows
Sonic CD venne convertito per Windows 95 una prima volta nel 1996, in collaborazione con Intel. Questa versione venne inclusa in alcuni computer preassemblati e non venduta nei negozi; nonostante necesitasse un processore Pentium, era inferiore alla versione console a causa di un minore frame rate, della modifica di alcune scene di intermezzo e dell'aggiunta di schermate di caricamento. L'anno seguente venne realizzata una versione fedele all'originale sotto l'etichetta "Sega PC", che si appoggiava alle librerie DirectX, e commercializzata a partire dall'8 luglio 1996 negli USA dal 9 agosto seguente in Giappone e dal 3 ottobre successivo in Europa.
Il titolo è inutilizzabile sui sistemi operativi a partire da Windows XP: per il suo funzionamento su questi sistemi, sì è provveduto alla scrittura di una patch amatoriale chiamata Sonic CD PC Fix compatibile solo con la versione commerciale.
Questa versione fu la base per le conversioni PlayStation 2 e GameCube.

### Remake del 2011
L'idea del remake nacque nel 2009 quando il programmatore australiano Christian Whitehead pubblicò un video proof of concept della versione aggiornata del gioco utilizzando il motore grafico Retro Engine, il quale è stato poi anche utilizzato nella versione finale, e testandolo su iOS.
Nel 2011 SEGA ha annunciato una conversione scaricabile per PlayStation 3 (tramite PlayStation Network), Xbox 360 (via Xbox Live), Windows (con Steam), iOS, Android, Ouya, Windows Phone ed Apple TV. In origine doveva uscire anche su WiiWare per Wii ma ciò non è stato possibile per via delle limitazioni di download del servizio.
Dalla versione del 1993 sono state introdotte molte migliorie hardware e software al gioco. Tra queste troviamo l'uso del widescreen (cosa prima non supportata), i tempi di caricamento ridotti, il frame rate costante a 60 HZ, la risoluzione dei bug presenti nel gioco originale (come lo "Spike Bug"), l'implementazione del gioco online (ad esempio le classifiche) e la possibilità di scelta tra la colonna sonora giapponese (impiegata anche in Europa) o quella statunitense (anche se alcune tracce dell'edizione nipponica sono state rimosse per mancato rilascio dei diritti d'uso). I livelli hanno subito a loro volta delle piccole modifiche. Il personaggio giocante ora può eseguire lo Spin Dash nella variante presente in Sonic the Hedgehog 2 e negli altri titoli principali della serie, attivabile e disattivabile dal menu opzioni.
Tails è un personaggio sbloccabile e prende le mosse da Sonic the Hedgehog 3, permettendogli di raggiungere zone che, senza il viaggio nel tempo, Sonic non raggiungerebbe mai.

### Raccolte
Sonic CD è stato convertito per la raccolta per console Sonic Gems Collection (2005) per GameCube e PlayStation 2. Tale edizione presenta la colonna sonora originale a seconda della regione in cui è uscita, tuttavia in quella europea (che nell'uscita del 1993 presentava quella giapponese) è stata mantenuta quella statunitense. La qualità grafica è stata diminuita nella versione per GameCube per evitare cali di velocità durante il gioco (ciò non avviene in quella per PlayStation 2), mentre il filmato d'apertura è stato reso a tutto schermo in alta qualità in entrambe le conversioni. Il titolo è stato incluso in Sonic Origins (2022) per PlayStation 4, PlayStation 5, Xbox One, Xbox Series X, Nintendo Switch e Windows e Sonic Origins Plus (2023) per PlayStation 4, PlayStation 5, Xbox One, Xbox Series X, Nintendo Switch e Windows.. È stato inoltre incluso nel Mega Drive Mini 2 uscito nel 2022.
Originariamente doveva essere incluso in Sonic Mega Collection (2002) per GameCube, tuttavia fu scartato per mancanza di spazio nel disco.

### Distribuzione digitale
Nel corso dei primi anni 2000, la versione per Mega CD di Sonic the Hedgehog CD  è stata distribuita per Windows tramite il servizio online a noleggio Sega Game Honpo disponibile esclusivamente in Giappone.